# My Pain and Sadness Is More Sad and Painful Than Yours
My Pain and Sadness Is More Sad and Painful Than Yours — первый студийный альбом британской рок-группы Mclusky из Кардиффа (Уэльс). Первоначально он был выпущен на лейбле Fuzzbox 13 ноября 2000 года и переиздан Too Pure в 2003 году. Энди Фалкоус утверждает, что альбом начинался как коллекция демо-записей, которые затем были переведены в альбомную форму. Альбому предшествовали два сингла, «Joy» и «Rice is Nice».

## Отзывы
| Оценки критиков | Оценки критиков |
| Источник        | Оценка          |
| --------------- | --------------- |
| Allmusic        | [ 1 ]           |
| NME             | [ 3 ]           |

My Pain and Sadness Is More Sad and Painful Than Yours получил в целом положительные отзывы критиков.
Тим ДиГравина из AllMusic отметил, что «McLusky делают кричащий, страстный поп-панк, иногда горько злясь, иногда подробно описывая горько-сладкие отношения. Это лучшая форма панк-музыки: политическая, грубая, запоминающаяся и просто превосходная. Горечь группы уловима, привлекательна и катарсична, что делает McLusky больше, чем сумма её влияний. Альбом представляет собой кислое, парящее удовольствие от яростной динамики со знающей усмешкой».

## Список композиций
1. «Joy» — 1:11
2. «Friends Stoning Friends» — 4:21
3. «Whiteliberalonwhiteliberalaction» — 2:58
4. «Rice is Nice» — 1:06
5. «Flysmoke» — 3:36
6. «Rock vs. Single Parents» — 3:07
7. «She Come in Pieces» — 1:52
8. «(Sometimes) I Have to Concentrate» — 2:56
9. «When They Come Tell Them No» — 1:16
10. «You Are My Sun» — 2:59
11. «Rods on Crutches» — 2:31
12. «Problems Posing as Solutions» — 3:49
13. «mi-o-mai» — 0:58
14. «Medium is the Message» — 2:51
15. «World Cup Drumming» — 3:13
  - «Evil Frankie» (hidden track) — 2:35